# John Field
John Field (26. juli 1782 – 23. januar 1837) var en irsk pianist og komponist. Han komponerede syv klaverkoncerter, kammermusik med klaver og 18 nocturner. 
Han koncerterede flittigt i Europa og hans følsomme og lyriske klaverstil skilte sig ud fra den almindelige virtuosstil, og hans spil var båret af sensibilitet og nuanceret klangbehandling, hvilket kom til at øve indflydelse på Chopin, man taler om klaverets bel canto. Det var netop disse træk, der blev overtaget og videreført af Chopin i hans spil.
I 1803 ankom Field til Sankt Petersborg, hvor han gav en række koncerter. Efterfølgende besluttede Field ikke at vende tilbage til Vesteuropa, men at blive i Rusland. I Rusland blev John Field en populær komponist, og fra 1804 optrådte han regelmæssigt som dirigent ved koncerter med Sankt Petersborg Filharmonikerne, og efterfølgende på turneer i Rusland. Han havde masser af velhavende studerende.